# Jean-Luc Mélenchon
Jean-Luc Antoine Pierre Mélenchon (Tanger, 19 augustus 1951) is een Frans politicus die in de regering van Frankrijk diende als minister voor Beroepsonderwijs van 2000 tot 2002 onder premier Lionel Jospin. Hij stelde zich kandidaat bij de presidentsverkiezingen 2012 (namens de Parti de Gauche), 2017 en 2022 (tweemaal namens La France insoumise). Mélenchon was ook lid van de Senaat voor Essonne van 1986 tot 2000 en opnieuw van 2004 tot 2010 en later van de Nationale Vergadering voor Bouches-du-Rhône van 2017 tot 2022.

## Levensloop
Mélenchon verliet de Socialistische Partij in november 2008 om samen met Marc Dolez de Parti de Gauche op te richten. Als leider van de Parti de Gauche trad hij toe tot het Front de gauche voor de Europese verkiezingen van 2009. Bij die verkiezingen won hij als lijsttrekker in het kiesdistrict Sud-Ouest 8,1% van de uitgebrachte stemmen en werd verkozen in het Europees Parlement (tot 2017).
Mélenchon was co-voorzitter van de Parti de Gauche van 2009 tot 2014, samen met Martine Billard. Tijdens de protestbeweging tegen de pensioenhervorming van 2010, groeide zijn publieke bekendheid snel dankzij zijn vele openbare en televisieoptredens. In de eerste ronde van de presidentsverkiezingen van 2012 haalde hij als de kandidaat van het Front de gauche 11,1% van de stemmen. 
Tijdens de presidentsverkiezingen van 2017, evenals de parlementsverkiezingen, kwam hij op voor de in februari 2016 opgerichte beweging La France insoumise (vrij vertaald: "het Frankrijk dat zich niet onderwerpt"). In de eerste ronde van de presidentsverkiezingen haalde Mélenchon 19,5% van de stemmen. Bij de parlementsverkiezingen van juni stelde hij zich kandidaat in de vierde kieskring van Bouches-du-Rhône, in het centrum van Marseille in Zuid-Frankrijk, waarbij hij 61% van de stemmen in de tweede ronde haalde voor een zetel in de Nationale Vergadering. Van 2017 tot 2021 was hij fractievoorzitter.
In de eerste ronde van de presidentsverkiezingen van 2022 stemde 21,9% van het kiesgerechtigde volk op Mélenchon. Daarmee eindigde hij als derde en haalde hij de tweede ronde vrij nipt niet. Hij stelde zich niet kandidaat voor een tweede termijn bij de parlementsverkiezingen en koos om co-voorzitter van het Institut La Boétie te worden.

## Ideologie
Met La France insoumise voert Mélenchon een "ecosocialistische" koers. Hij is zeer kritisch op de Europese Unie en de Europese interne markt. In 2017 werd in zijn verkiezingsprogramma geschreven: "Ons programma is niet verenigbaar met de regels van de Europese verdragen die bezuinigingen, vrijhandel en de vernietiging van openbare diensten opleggen". Ook stelde hij voor de Vijfde Republiek af te schaffen en een Zesde Republiek in te stellen met een nieuw staatsbestel.
In januari 2023, sprekend op France 2 over het nieuws dat de Duitse regering meer geld aan defensie gaat besteden vanwege de oorlog in Oekraïne, zei Mélenchon: "We zijn vier keer binnengevallen, dus er is het gewicht van de geschiedenis. Ik ben het niet eens met de herbewapening van Duitsland".

## Rechtszaken
Jean-Luc Mélenchon werd in 2019 veroordeeld wegens rebellie vanwege zijn verzet tijdens een gerechtelijke huiszoeking bij zijn partij La France insoumise.
- Bibsys: 11021449
- Biblioteca Nacional de España: XX5552977
- Bibliothèque nationale de France: cb122168626 (data)
- Catàleg d'autoritats de noms i títols de Catalunya: 981058529127206706
- CiNii: DA14470658
- Gemeinsame Normdatei: 132223880
- International Standard Name Identifier: 0000 0003 6386 6605
- Library of Congress Control Number: n91116354
- Nationale Bibliotheek van Polen: a0000002738875
- Nederlandse Thesaurus van Auteursnamen: 266257224
- Réseau des bibliothèques de Suisse occidentale: 02-A003625699
- Système universitaire de documentation: 030831822
- Virtual International Authority File: 228226857
- WorldCat: E39PBJgcY4GQWvphM7yqt8rTHC